# Le Charivari
Le Charivari fue un periódico publicado entre 1832 y 1937 en París, Francia. La publicación contenía caricaturas, viñetas políticas y ensayos críticos. En 1835, el gobierno francés prohibió la realización de caricaturas políticas, razón por la cual Le Charivari se enfocó en la composición de sátiras sobre temas de la vida diaria.
Con el propósito de evitar el riesgo financiero por multas de censura que en el pasado había causado el cierre de operaciones del periódico antimonárquico La Caricature —el cual tenía un amplio tiraje y era impreso en papel de alta calidad— el caricaturista Charles Philipon y su cuñado Gabriel Aubert decidieron fundar su propio periódico, Le Charivari, con un enfoque humorístico y sin contenido político. La propiedad del periódico cambió frecuentemente a lo largo de los años debido a la censura, las multas y los impuestos.
Le Charivari se publicó diariamente desde 1832 hasta 1936, y posteriormente semanalmente hasta el año 1937.
En 1841, el grabador inglés, Ebenezer Landells, junto con Henry Mayhew, tomó como modelo a Le Charivari para la creación de su revista Punch, que tenía como subtítulo The London Charivari.